# Bistum Saint George’s in Grenada
Das Bistum Saint George’s in Grenada (lat.: Dioecesis Sancti Georgii) ist eine römisch-katholische Diözese mit Sitz in St. George’s auf Grenada.

## Geschichte
Papst Pius XII. gründete am 20. Februar 1956 das Bistum aus Gebietsabtretungen des Erzbistums Port of Spain und unterstellte es dem Erzbistum Castries als Suffraganbistum. Am 7. März 1970 gab es Teile seines Territoriums an das neuerrichtete Bistum Bridgetown-Kingstown ab, nämlich die Inseln Barbados, St. Vincent sowie die Grenadinen, nicht aber Carriacou und Petit Martinique, die neben der Insel Grenada zum Bistum gehören.

## Bischöfe
Bischofssitz ist die Immaculate Conception Cathedral.
- Justin James Field OP (14. Januar 1957 – 4. August 1969)
- Patrick Webster OSB (7. März 1970 – 18. November 1974, dann Erzbischof von Castries)
- Sydney Anicetus Charles (18. November 1974 – 10. Juli 2002)
- Vincent Matthew Darius OP (10. Juli 2002 – 26. April 2016)
- Clyde Harvey (seit 23. Juni 2017)

## Weblinks

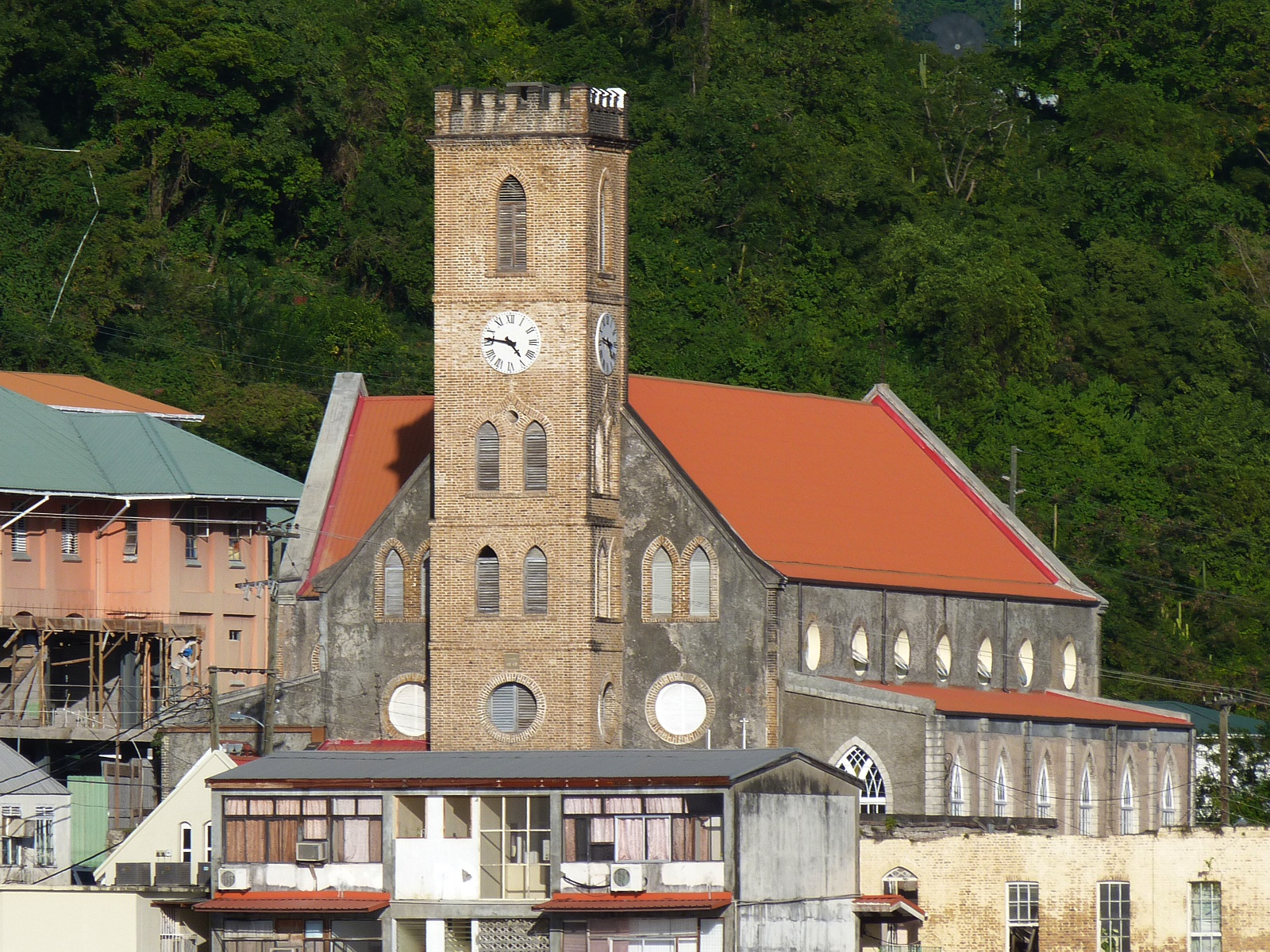
Katholische Kathedrale in St. George’s